# Фримен-Митфорд, Давид, 2-й барон Редесдейл
Дэвид Бертрам Огилви Фримен-Митфорд, 2-й барон Редесдейл (англ. David Bertram Ogilvy Freeman-Mitford, 2nd Baron Redesdale; 13 марта 1878 — 17 марта 1958) — английский землевладелец и отец сестер Митфорд, в чьих различных романах и мемуарах он изображен.

## Молодость
Легендарная эксцентричность Митфорда была очевидна с самого раннего возраста. В детстве был склонен к внезапным приступам ярости. Он совершенно не интересовался ни чтением, ни образованием, предпочитая верховую езду. Позже он любил хвастаться, что прочел только одну книгу в своей жизни, роман Джека Лондона «Белый клык», ссылаясь на то, что он ему так понравился и поклялся никогда больше не читать, хотя на самом деле он читал большинство книг своих дочерей.
Отсутствие у него академических способностей означало, что его послали не в Итон вместе со старшим братом, а в Рэдли с намерением поступить в армию. Однако он не сдал вступительные экзамены в Сандхерст, и вместо этого его послали на Цейлон работать на чайного плантатора.

### Родословная
Редесдейл был вторым сыном Алджернона Бертрама Фримена-Митфорда, 1-го барона Редесдейла и Леди Клементины Гертруды Хелен Огилви. Митфорды — семья землевладельцев из Нортумберленда, восходящая к 14 веку; прапрадед Редесдейла был историком Уильямом Митфордом. Его отец, Бертрам, по прозвищу Берти, был дипломатом, политиком и писателем, обладал большими наследственными поместьями в Глостершире и Оксфордшире, а также в Нортумберленде. Он был возведен в ранг Пэра в 1902 году, и таким образом его сын стал известен как Достопочтенный Дэвид Фримен-Митфорд, хотя фамилия Митфорд была более распространена.

## Работа и война
В начале 1900 года он вернулся в Англию с Цейлона и 23 мая 1900 года вступил в ряды Нортумберлендских Фузилеров в звании секунд-лейтенанта. Его батальон участвовал во Второй англо-бурской войне в Южной Африке, где Митфорд вскоре принял участие в боевых действиях, в которых он служил с отличием и был трижды ранен, потеряв одно легкое. В июне 1900 года его взяли в плен буры, но вскоре он бежал. В мае 1901 года был назначен адъютантом Лорда Метьюэна, старшего командира во время войны, а 10 августа 1901 года получил звание лейтенанта. Он был откомандирован на службу в 40-ю (Оксфордширскую) роту Имперского Йоменства и вернулся в Великобританию в апреле 1902 года. После своего возвращения в июле 1902 года он снова был рядовым лейтенантом в своем полку, но через три месяца, в октябре 1902 года, уволился из армии.
Некоторое время тесть нанимал его в качестве управляющего в редакции журнала «The Lady», но он не проявлял к этому ни интереса, ни таланта. Митфорды регулярно ездили в Канаду, где у Митфорда был золотой участок неподалеку от Онтарио: золота там никогда не находили, но он наслаждался жизнью на свежем воздухе. Его сосед Гарри Оакес действительно добывал золото неподалеку в 1912 году.
С началом Первой мировой войны в 1914 году он сразу же присоединился к Нортумберлендским Фузилерам. Он был восстановлен в звании лейтенанта и служил офицером снабжения во Фландрии, получив упоминание в депешах за свою храбрость во второй битве при Ипре (хотя нет никаких доступных записей об этом), где был убит его старший брат Клемент. Имея всего одно легкое и уже будучи капитаном, он был уволен с действующей службы в 1916 году по инвалидности. После смерти своего отца в 1916 году, став теперь Лордом Редесдейлом, он был ненадолго назначен в Оксфордшире, ответственным за обеспечение набора новых рекрутов. В 1918—1919 годах он служил офицером в Королевских Военно-Воздушных Силах.

### Лорд Редесдейл
Будучи Лордом Редесдейлом, он не выступал в Палате лордов, но в 1925 году присоединился к «Специальному комитету» Палаты лордов по делам пэров.
Хотя Редесдейл был теперь крупным землевладельцем, он не был богатым человеком: поместья были плохо развиты, а арендная плата была низкой. С семью детьми, которых надо кормить, и пятью слугами, которым надо платить, он не мог содержать свой большой дом в Бэтсфорде в Котсуолдсе. Он купил и расширил поместье Астхолл, а затем переехал в соседний Суинбрук. Здесь он предался своей страсти к строительству, построив новый большой дом, названный в честь деревни, которая фигурирует как семейный дом в книгах его дочерей Нэнси и Джессики. Расходы на эти переезды едва не погубили Редесдейла, который был плохим распорядителем денег. Это, а также его растущее разочарование в том, что все его поздние дети были девочками, привело к ухудшению его темперамента, который стал легендарным благодаря тому, что его дочери изображали его частые и ужасные приступы ярости.

### Политические взгляды и семейные разногласия
Будучи Пэром, Редесдейл был членом Палаты лордов, а затем наследственной палаты, не считая епископов и лордов-юристов. Он добросовестно посещал Палату лордов, хотя на самом деле его не интересовали ни партийная политика, ни законодательство, за исключением того, что он был противником почти всех перемен. Однако в 1930-е годы и он, и его жена прониклись сильными симпатиями к фашизму, и Редесдейл стал известен своими крайне правыми взглядами, особенно антисемитизмом. Его дочь Диана, сама убежденная фашистка и с 1936 года жена британского фашистского лидера сэра Освальда Мосли, описывала его как «одного из природных фашистов», но, похоже, он никогда не вступал ни в одну фашистскую партию. В результате он навсегда отдалился от своей дочери Джессики, которая была коммунисткой с подростковых лет, и частично отдалился от своей старшей дочери Нэнси, которая была сильной антифашисткой, хотя и не такой левой, как Джессика.
Его тесть, Томас Гибсон Боулз, был одним из самых сильных парламентских сторонников Королевского флота, когда он был членом парламента, а его дядя по материнской линии Уильям Эванс-Гордон был отставным офицером британской индийской армии, который выступал против бесконтрольной иммиграции в Великобританию, был союзником Британской лиги братьев и помогал принять закон об иностранцах 1905 года.
Редсдейл был инстинктивным ксенофобом; он вернулся с Первой мировой войны с неприязнью к французам и глубокой ненавистью к немцам. Его часто цитировали, говоря, что «заграница — это кровь». Поначалу он с презрением относился к энтузиазму, проявленному его дочерьми Дианой и Юнити в отношении нацистской Германии: в конце концов, Гитлер был гунном. Однако в ноябре 1938 года Редесдейлы сопровождали своих дочерей в Германию, где они присутствовали на Нюрнбергском митинге. Редесдейл позднее высказался в Палате лордов в пользу аншлюса и возвращения немецких колоний, а также стал решительным сторонником политики умиротворения Невилла Чемберлена по отношению к Германии. Леди Редесдейл пошла дальше, писала статьи в честь Гитлера и в поддержку национал-социализма.
Начало Второй мировой войны в 1939 году ускорило серию кризисов в семье Митфордов. Редседейл был прежде всего патриотом, и как только была объявлена война, он отказался от своей поддержки немцев и снова стал яростным антигерманцем. Леди Редесдейл осталась верна своим нацистским симпатиям, и в результате пара отдалилась друг от друга, а в 1943 году рассталась. Диана и Освальд Мозли были интернированы в 1940 году в качестве угрозы безопасности и провели три года в тюрьме. Муж Джессики, Эсмонд Ромилли, был убит в бою в 1941 году, что усугубило ее горечь по отношению к «фашистской ветви» семьи — она никогда больше не разговаривала ни с отцом, ни с Дианой до 1973 года, хотя в 1950-х годах помирилась с матерью.

## Личная жизнь
В феврале 1904 года он женился на Сидни Боулз (1880—1963), с которой впервые познакомился десять лет назад, когда ему было 16, а ей-14. Она была дочерью Томаса Гибсона Боулза, журналиста и члена парламента от Консервативной партии, который в 1863 году основал журнал Vanity Fair, а несколько лет спустя-женский журнал The Lady.
У супругов был один сын и шесть дочерей, и все они носили фамилию Митфорд, а не Фримен-Митфорд. В свидетельстве о рождении Нэнси, Дэвид записал свое обращение как «Достопочтенный»; девочки были известны всем вместе как сестры Митфорд.

### Дальнейшая жизнь
В 1945 году Том Митфорд был убит в бою в Бирме, от этого удара Редeсдейл, уже подавленный распадом своего брака, так и не оправился. По словам биографа Нэнси Митфорд: «хотя она [Нэнси] была глубоко опечалена его смертью, это не означало для нее, как для ее родителей, что все удовольствия в жизни закончились». Редесдейл отбыл на Инч-Кеннет, остров во внутренних Гебридах у западного побережья Шотландии, который он приобрел в 1938 году. Позже он переехал в Редесдейл в Нортумберленде, в родовое поместье своей семьи. Он жил там фактически затворником. К 1950 году, когда Нэнси навестила его, он был «хрупким и старым». Он умер там же в 1958 году и был похоронен в Суинбруке, где также похоронены три его дочери (Нэнси, Диана и Юнити). Его титул перешел к брату Бертраму.